# Saturnia subhyalina
Saturnia subhyalina är en fjärilsart som beskrevs av Schultz. 1909. Saturnia subhyalina ingår i släktet Saturnia och familjen påfågelsspinnare. Inga underarter finns listade.